# 황비 (배우)
황비 (Hwang Bee)는 1986년 4월 11일 ~ )는 대한민국의 배우이다. 서울예술대학교 연극과 연기전공을 하였으며, 댄스, 성악, 판소리, 중국어를 구사할 수 있다. 2014년 프랑스 영화 《올드레이디》에서 레이디 역으로 끌레르몽페랑 영화제에 당선되었다.

## 홍보대사
- 2016년 - 2016년 슈퍼탤런트 오브 더 월드 한국 홍보대사
- 2016년 - 《사단법인 좋은이웃》 홍보대사[2]
- 2015년 《국제언론인협회》 기부천사문화 홍보대사

## 수상 및 후보 목록
- 2016년 - 한국영화배우협회 《2016 K STAR 시상식》뮤지컬 특별상[3]

## 모델
- 2016년 - 《샤오미쯔보》한국대표 13인
- 2015년 - 《메디컬 마스크팩》
- 2015년 - 중국 화장품 《안개처럼》
- 2013년 - AIA생명
- 2013년 - 이상봉 란제리 컬렉션
- 2011년 - 《헤어 바이미가》
- 2010년 - 드라마 제빵왕 김탁구 글로벌 흥보영상[1]

## 뮤지컬
- 2016년 - 드라마 제빵왕 김탁구 섹시 주방장 역 (주연)
- 2016년 - 레미제라블 에프닌 역
- 2015년 - 《드림 하이하이하이 뮤지컬 갈라쇼》산디 역(주연)
- 2015년 - 맘마미아 소피역
- 2014년 - 창작뮤지컬 《롤리폴리 박정자》학생 역
- 2013년 - 《불효자는 웁니다》여배우 역
- 2012년 - 아가씨와 건달들 설회 역 (주연)
- 2012년 - 그리스 (뮤지컬) 샌디역
- 2012년 - 창작뮤지컬 투란도트 엘마제 역

## 연극
- 2015년 - 《챠이카》(갈매기) 마샤 역
- 2014년 - 《푸른곰팡이 이가을 》고등학교 교사 역
- 2011년 - 《분장실 여배우》C역
- 2010년 - 《크리스토퍼 빈》죽음 엄마 역

### 영화
- 2014년 - 프랑스 영화 《을드레이디》레이디 역
- 2008년 - 《미인도》아낙네 역 / 군도 기생 역
- 2008년 - 《쌍화점》나인 역

### 드라마
- 2016년 - 《샤오미쯔보》
- 2016년 - 웹드라마 《여배우들》지혜 역
- 2016년 - MBC 가화만사성

### 뮤직
- 2016년 - 소프라노 넬라판타지아《희망나눔 신원 자선 골프다희》
- 2016년 - 《한중미래리더 장학금수여식 태양의 후예》OST Vocal
- 2016년 - 소프라노 넬라판타지아《민주평화통일》